# Azad Moopen
Azad Moopen (nascido em 15 de abril de 1953) é um empresário indiano de assistência médica. Ele é o desenvolvedor de muitas instalações de saúde na Ásia-Pacífico . Ele também é presidente e diretor administrativo da Aster DM Healthcare, um conglomerado de saúde no Oriente Médio e na Índia fundado em 1987.

## Infância e educação
Azad Moopen nasceu no dia 15 de abril de 1953 na aldeia indiana Kalpakanchery no distrito de Malappuram de Querala . Ele era filho do falecido Mandayapurath Ahmed Unni Moopen, um nobre, ativista da liberdade e líder social. Dr. Azad Moopen é medalhista de ouro em MBBS e pós-graduado em Medicina Geral pelo Government Medical College, Kozhikode em Kerala. Ele também é um diplomado em Doenças Torácicas pela Universidade de Dekhi, India.

### Família
Dr. Moopen é casado com Nazeera Azad e tem três filhas, chamadas Alisha Moopen, Ziham Moopen e Zeba Moopen.

## Carreira
Em 1982, Moopen iniciou sua carreira como professor de medicina no Government Medical College, Kozhikode, mas decidiu se mudar para Dubai em 1987.
De uma única clínica médica em Dubai em 1987, ao longo de 34 anos, a Aster DM Healthcare se tornou um conglomerado global de saúde com mais de 377 instalações espalhadas por oito países
A empresa é uma das maiores prestadoras de serviços integrados de saúde no GCC e na Índia. Além de fornecer assistência médica a milhões de pessoas em todas as regiões, a assistência médica da Aster DM agora oferece emprego direto a mais de 20.500 pessoas, incluindo aproximadamente 2.998 médicos e os números ainda crescem.

### Desenvolvimento da assistência médica na Índia
A Moopen esteve envolvida na construção de instalações de saúde na Índia. Os hospitais MIMS empregam diretamente cerca de 3.000 pessoas.
Ele participou da criação do hospital Malabar Institute of Medical Sciences (MIMS) de cuidados terciários de 600 leitos em Kozhikode em Kerala em 2001. Este foi o primeiro hospital com múltiplas especialidades na Índia a receber o credenciamento do National Accreditation Board for Hospitals &amp; Healthcare Providers em 2007. O segundo hospital MIMS de 150 leitos foi criado em Kottakkal, no distrito de Malappuram, em 2009.
O MIMS Charitable Trust sob sua liderança estabeleceu um centro de saúde rural na periferia Vazhayur Panchayat perto de Calecute em 2008 e adotou 7.000 membros BPL para atendimento ambulatorial e hospitalar gratuito e abrangente. A truste está adotando a população BPL nas três alas ao redor do MIMS na Corporação de Calecute e também planeja realizar um programa de rastreamento de câncer de mama e colo do útero .

### Outras atividades
Ele foi o organizador da Área do Golfo do Comitê de Ação de Desenvolvimento do Aeroporto de Malabar, que liderou os esforços para a inauguração do Aeroporto Internacional de Kozhikode por meio de uma iniciativa de parceria público-privada na década de 1990. Este é o primeiro aeroporto montado com essa participação privada no país. Ele é o presidente fundador da Associação de Graduados em Medicina de Querala e da Associação de Muçulmanos Indianos nos Emirados Árabes Unidos . Ele também é um dos promotores da Credence High School, em Dubai, uma escola secundária que ele foi co-fundador junto com outras em 2014.
Moopen é vice-presidente da Fundação de Avanço Social da Índia. Está envolvido com as instituições de caridade Fundação Aster DM e Dr. Moopen Family Foundation.

## Listagem de IPO
Em fevereiro de 2018, a Aster DM Healthcare anunciou sua oferta pública inicial de IPO e fixou um preço de Rs 180 a Rs 190 para a oferta pública. O Dr. Azad Moopen acredita que a empresa tomará a decisão mais tarde de buscar listagem em outras bolsas como Londres ou Dubai.

## Prêmios e reconhecimentos
- Prêmio Padma Shri pelo Governo da Índia[13] (2011)
- Pravasi Bharatiya Samman pelo Governo da Índia[14] (2010)
- Arab Health Award por "Excelente Contribuição de um Indivíduo para a Indústria de Saúde do Oriente Médio" (2010) [15]
- Prêmio de Melhor Doutor pelo Governo de Kerala (2009) [16]
- Prêmio de Excelência em Serviços de Dubai (2004) pelo Governo de Dubai, Emirados Árabes Unidos para o Grupo[17]
- Prêmio Kerala Ratna por Keraleeyam apresentado por Shri KG Balakrishnan, Exmo. Chefe de Justiça da Índia, em Nova Delhi (2008) [18] (Seção - Relatórios 2008-2009)
- Prêmio Aslam Kshema pela Fundação Kshema pelo excelente esforço para ajudar as pessoas economicamente desfavorecidas (2009) [19]
- Lifetime Achievement Award pela FICCI Healthcare Excellence Awards (2018) [20]
- Homenageado com o 'Lifetime Achievement Award' no 9º Entrepreneur India Awards em 2019[21]
- Recebeu o 'CEO Visionário do Ano' em reconhecimento à sua contribuição no CEO Middle East Awards pela Arabian Business em 2019[22]
- Premiado com uma bolsa do Royal College of Physicians (FRCP), Reino Unido em 2019, por sua contribuição significativa para a profissão médica e de saúde.[23]
- Homenageado com o 'Lifetime Achievement Award' no Gulf Indian Leadership Summit em 2018[24]
- Reconhecido como um dos '100 líderes mais inspiradores do Oriente Médio' pela Arabian Business Magazine em 2018[25]
- Listado em 6º lugar no 'Top 100 Indian Business Leaders in UAE' pela Forbes em 2017[26]
- Arabian Business Achievement Award do ITP Publishing Group em 2010[27]